# Rocío Martínez (periodista)
Rocío Martínez (Burgos, 20 de agosto de 1977) es una periodista y presentadora de televisión y radio española, especializada en información deportiva. Primera mujer en dirigir y presentar un programa de radio deportivo nocturno, en 2023.   

## Trayectoria
Licenciada en Periodismo por la Universidad de Navarra, empezó en  radio, haciendo prácticas en Radio Castilla (Cadena Ser-Burgos), con información deportiva. Abandonó Burgos por Madrid para ejercer en Radio Madrid-Cadena Ser. Después, hizo periodismo digital en Terra Networks 
Trabajó once años en Real Madrid Televisión , hasta que en 2016 se incorporó a Deportes de Antena 3 como presentadora del espacio de Deportes en los informativos Antena3 Noticias. También como colaboradora en Espejo Público y El Chiringuito (Mega).  En 2017 presentó Al Primer Toque, en el canal Antena3 Internacional.  Y septiembre de 2023, se convirtió en la primera periodista mujer directora y presentadora de un programa deportivo nocturno, Radioestadio Noche, en Onda Cero Radio, compaginandolo con los Deportes de la edición de las noticias de Antena 3 de las 15.00 h. 
En marzo de 2025 recibió el Premio Nacional a la Innovación Periodística, junto a su compañero de Radioestadio, Edu Vidal, concedido por Onda Cero Puertollano. 
Además, es columnista de Diario de Burgos con Pegada la tierra.  Imparte formación en Atresmedia y en el máster de Periodismo Deportivo de Escuela Superior de Imagen, Sonido y Tecnología, CES.
Aficionada al fútbol desde niña, asegura a los 5 años de edad tenía el álbum de cromos del Mundial 82 de España,  Fue socia del Burgos en los 90, cuando militaba en primera división. Sigue ligada a entidades deportivas de su localidad. En 2011 empezó ha hacer deporte como corredora en carreras populares.  Es embajadora de Las Mujeres Nos Movemos, Asociación sin ánimo de lucro que impulsa la calidad de vida de las mujeres. 